# Yoann Deslot
Yoann Deslot (né le 15 mai 1984 à La Tronche dans le Dauphiné) est un patineur artistique français. Il a été 4e aux championnats de France 2009.

## Biographie

### Carrière sportive
Yoann Deslot a commencé à pratiquer la gymnastique rythmique et sportive dès l'âge de trois ans à Crolles. En 1993, sollicité par le club de patinage artistique de Grenoble, il se tourne vers ce sport. Avec l'aide de ses entraîneurs Véronique Cartau-Treille et Catherine Faure, il devient champion de France minimes en 1996 puis champion de France espoirs en 1999.
En juillet 2002, l'équipe de France de patinage artistique l'intègre. "C'est un vrai déclic. Quand on rentre en piste pour représenter son pays à l'étranger, l'adrénaline est si forte qu'on repousse toutes ses limites." dit Yoann Deslot sur son site officiel. Il alterne ses entraînements à la patinoire Pôle Sud de Grenoble et au centre de Champigny-sur-Marne où il travaille avec Annick Dumont et Pierre Trente.
Il participe une fois à une épreuve du Grand Prix ISU lors du Trophée Éric Bompard de 2008, remplaçant Kim Lucine blessé au genou droit. Il y obtient tous ses records personnels en programme court, en programme long et au combiné des deux épreuves. Quelques semaines plus tard, il acquiert son meilleur classement à des championnats de France élites 2009, en prenant la 4e place derrière Yannick Ponsero, Florent Amodio et Alban Préaubert. Il se présente huit fois à des championnats de France élites entre 1999 à 2009 ; il est absent à l'édition 2007 à cause d'une blessure au pied. Il quitte le patinage amateur à l'issue de la saison 2008/2009.
Au cours de sa carrière sportive, la concurrence étant très élevée dans le patinage masculin français, il n'a jamais pu être sélectionné par la FFSG (fédération française des sports de glace) pour les championnats d'Europe, les championnats du monde ou les Jeux olympiques d'hiver.

### Reconversion
Après des études secondaires au collège Vercors et au lycée Emmanuel-Mounier à Grenoble, il obtient une licence STAPS (Sciences et techniques des activités physiques et sportives) en 2007 à l'université Grenoble-I, puis une maîtrise en 2009 à l'université Paris Descartes. Il a obtenu également un Brevet d'État d'éducateur sportif de Niveau 2 en 2009.
Il a travaillé en tant que patineur sur le Liberty of the Seas (d'août 2009 à mars 2010), le Freedom of the Seas (de mai à novembre 2010), le Independence of the Seas (de janvier à octobre 2011), et le Explorer of the Seas (de novembre 2011 à avril 2012), quatre navires de croisière de la Royal Caribbean Cruise Line.
Depuis 2012 il travaille en tant que chorégraphe, entraîneur et préparateur physique indépendant pour tous niveaux.
Depuis 2020, il entraîne au centre de Stéphane Lambiel The Skating School of Switzerland, à Champéry en Suisse, les patineurs Shoma Uno, Deniss Vasiljevs, Koshiro Shimada et Alexia Paganini.

## Musiques
- Saison 2004-2005 :

Programme court : BO de L'Auberge espagnole (Loïc Dury & Mathieu Dury)
Programme libre : Bouddha Bar et Dead can dance
Exhibition : Bohemian Rhapsody (Queen)
- Saison 2005-2006 :

Programme court : BO de L'Auberge espagnole (Loïc Dury & Mathieu Dury)
Programme libre : Musiques du Cirque du Soleil
Exhibition : Bohemian Rhapsody (Queen) ; Ne me quitte pas (Jacques Brel)
- Saison 2006-2007 :

Programme court : Trois petits tours (Marc Pinon)
Programme libre : Musiques du Cirque du Soleil
- Saison 2007-2008 :

Programme court : Trois petits tours (Marc Pinon)
Programme libre : BO des films Mr & Ms Smith (John Powell), Parle avec elle (Alberto Iglesias) et La Belle Histoire (Francis Lai et Philippe Servain)
- Saison 2008-2009 :

Programme court : BO du film Diên Biên Phu (Georges Delerue)
Programme libre : BO des films Mr & Ms Smith (John Powell), Parle avec elle (Alberto Iglesias) et La Belle Histoire (Francis Lai et Philippe Servain)
Exhibition : BO du film Fanfan (Nicolas Jorelle)

## Palmarès
| Compétition             | 1999    | 2000    | 2001    | 2002    | 2003    | 2004    | 2005    | 2006    | 2007    | 2008    | 2009    |  |  |  |
| Jeux olympiques d'hiver |         |         |         |         |         |         |         |         |         |         |         |  |  |  |
| Championnats du monde   |         |         |         |         |         |         |         |         |         |         |         |  |  |  |
| Championnats d'Europe   |         |         |         |         |         |         |         |         |         |         |         |  |  |  |
| Championnats de France  | 20e     |         |         | 16e     | 9e      | 9e      | 7e      | 7e      | F       | 7e      | 4e      |  |  |  |
|                         |         |         |         |         |         |         |         |         |         |         |         |  |  |  |
| Grand Prix ISU          | 1998/99 | 1999/00 | 2000/01 | 2001/02 | 2002/03 | 2003/04 | 2004/05 | 2005/06 | 2006/07 | 2007/08 | 2008/09 |  |  |  |
| Trophée de France       |         |         |         |         |         |         |         |         |         |         | 12e     |  |  |  |
| Légende : F = Forfait   |         |         |         |         |         |         |         |         |         |         |         |  |  |  |